# わたしたちの教科書
『わたしたちの教科書』（わたしたちのきょうかしょ）は、2007年4月12日から6月28日まで、フジテレビ系列の「木曜劇場」枠（毎週木曜日 22:00 - 22:54（JST））で放送されたテレビドラマ。主演は菅野美穂、脚本は坂元裕二。第1話が15分拡大放送。全12話。

## 概要
中学生である明日香の転落死をきっかけとして、さまざまな問題が表面化・公然化する公立中学校を舞台に、翻弄される教師・生徒たちと真相を究明しようとする弁護士の姿を描いた社会派ドラマ。主演の菅野は日本テレビ制作の『あいのうた』以来の主演を務める。
第1話 - 第7話が学校ドラマの「第一部」、第8話 - 第12話が1年後を舞台とするリーガル・サスペンスが中心の「第二部・裁判編」の二部構成となっている。
「いじめや問題を隠蔽する組織や構造」を題材に取り入れたストーリーを展開し、発端である「転落事故」を状況証拠と登場人物の発言を通じてのみ間接的に描写するという本格ミステリーの構成をとりながら、物語の中に主人公や準主人公を複数人存在させることによって、表面化・公然化する問題を社会や組織、制度の構造的な問題や繰り返されないために解決されるべき本質的な問題としてではなく、断片的な情報を元に単純化され判定された善悪を基準にした二元論に矮小化させてしまうことを避けるための工夫が施されている。
中学生の明日香がある理由から転落死する前になにげなく言ったことで担任の教師を困惑、苦笑させた「世界を変えることはできますか」という質問がドラマのキャッチコピーとして使用されている。
2007年10月17日に『わたしたちの教科書 DVD-BOX 〜ディレクターズカット完全版〜』として販売された。
第53回ザテレビジョンドラマアカデミー賞では、菅野美穂が主演女優賞、坂元裕二が脚本賞を受賞、また第26回向田邦子賞を受賞した。

## あらすじ
喜里丘中学校で、生徒・藍沢明日香が校舎4階から転落、死亡した。不登校気味の明日香をかねてより気にかけていた臨時教師・加地耕平は、明日香の義母・弁護士の積木珠子とともに、明日香が執拗ないじめを受けていたことに気づく。いじめを苦にしての自殺ではないかとの疑念を抱いた二人は、明日香の無念を晴らすべく事件の真相を明らかにしようとする。

## キャスト

### 主人公
積木 珠子〈30 → 31〉
演 - 菅野美穂
クライサー法律事務所所属の、徹底した現実主義者の敏腕弁護士。ドライな性格で、3か月程度ともに暮らしただけの明日香へは無関心だった。
転落事故を契機としてで明日香の苦境を知り、自責の念から事実を究明しようとする。明日香の復讐という個人的な動機で訴訟を起こしたが、それをきっかけに学校の問題全体に関わるようになる。
喜里丘中学校が所属事務所に弁護を依頼したため、同事務所と対立する。告訴の意思を曲げなかったため解雇され、直之からも婚約を破棄される。同志であった耕平も離反してしまい孤立するが、法廷闘争を強行する。
喫煙者であるが、人前ではあまりタバコは吸わない。

### クライサー法律事務所
瀬里 直之〈36 → 37〉
演 - 谷原章介
現在クライサー法律事務所の事実上の経営者。
珠子の同僚弁護士で婚約者だったが、雨木の弁護依頼を受け、珠子の最大の敵となる。自らの信念に従い珠子を解雇し、婚約を解消した。
主要人物中唯一の「転落事故」における第三者であり、喜里丘中学校側の弁護士兼被告（喜里丘中学校）代理人という立場から弁護活動を繰り広げる。常に温和な態度を崩さないが、他人の利己主義や自己欺瞞について容赦なく指弾する面も持つ。私怨で告訴にこだわる珠子を否定するが、別れ際には「君は間違っていない」と告げた。
宇田 昌史〈30 → 31〉
演 - 前川泰之
クライサー法律事務所所属の弁護士で、直之の部下。

### 喜里丘中学校

#### 教職員
加地 耕平〈24 → 25〉
演 - 伊藤淳史
準主人公。理科担当。
喜里丘中学校に新卒の臨時教師として赴任、舞台である2年3組（第二部では3年3組および剣道部顧問）の担任となる。情熱に溢れ、坂本金八を理想の教師とする、人を疑えない典型的な善人、好青年。
明日香の死に疑問を抱き、担任するクラスの生徒を疑うという立場の矛盾に悩みつつも、珠子に協力する。そのため職場内で孤立する。反発していた雨木のある一面を垣間見たことで学校側に転向、正教員となる。学校や生徒を守るためにいじめを否定し、「転落事故」からも目をそらすようになり、珠子と対立するようになる。
第二部では、法廷で暴露されたいじめの事実に衝撃を受け、進行中のいじめ問題に向きあい、雨木と再び対立する。
大城 早紀〈27 → 28〉
演 - 真木よう子
社会科担当。学年主任で、雨木の片腕的存在。教職を聖職とする反面、授業中は生徒を放任している。
かつて生徒の保護者と愛人関係にあったため、喜里丘中学校に異動してきた。その過去を暴露され、自暴自棄の末辞職しようとするが雨木により不問とされた。自分にない教育への情熱を持つ耕平へ好意を抱き、恋愛関係を経て婚約する。珠子を目の敵にしている。
吉越 希美〈25 → 26〉
演 - 酒井若菜
英語科担当。
自他ともに認める喜里丘中学校のマドンナ的教師だが、やや思慮に欠ける面を持つ。勤務時間外にキャバクラでアルバイトをしていた。三澤や熊沢と同様、いじめ問題を傍観する。
戸板 篤彦〈29 → 30〉
演 - 大倉孝二
体育科担当。傍若無人だが金銭には細かい。
娘の養育費のために起こした、出入り業者との収賄事件が発覚し、一時自宅謹慎処分となる。処分に関わった雨木と耕平を敵視、孤立していた珠子に接近する。きっかけは逆恨みと金銭目的だったが、次第に珠子の頼れる協力者となっていく。
第二部では、学校内の珠子側のスパイとして活動する。裁判中そのことが発覚するが、学校での待遇に変化はないようである。意外にも素朴な正義感を持っており、かたくなな雨木に苛立つ側面を見せる。
八幡 大輔〈25 → 26〉
演 - 水嶋ヒロ
数学科担当。エリート意識が強い完璧主義者。
日誌の一つの記載漏れを隠蔽するために、すべての日誌を隠匿している。かつては耕平同様、金八のような教師になることを夢見ていた。
第二部では、ストレスや自らの理想と現実の乖離により、ノイローゼ状態に陥ってしまう。錯乱して耕平に殴打されている。
熊沢 茂市〈45 → 46〉
演 - 佐藤二朗
国語科担当。
一見物静かで温厚そうな中年教師だが、生徒の問題行為を看過する事なかれ主義者。娘の担当教師殴打事件への対応が原因で、娘から白眼視されている。
雨木 真澄〈53 → 54〉
演 - 風吹ジュン
副校長。理不尽なクレームをつける保護者に対し決然と対抗処置をとる、喜里丘中学校の事実上の最高責任者。明日香の事件を「転落事故」として処理しようとする。
学校という組織を守ることがすなわち生徒を守ることだという信念を持ち、そのためには手段を選ばない。常に冷静で、めったに感情をあらわにすることはないが、実は情の深い人物である。
2001年に私立翔嘉学園中学校に勤務していたが、同じく在籍していた息子・音也の不祥事で、退職せざるをえなかった過去がある。その際、いじめの事実を公表することで事態を収拾しようとしたが、逆にバッシングを助長してしまい、結果として学校を崩壊させてしまう。裁判の過程でもはや隠蔽が不可能な状況となっても、かたくなにいじめの存在を否定し続ける。
大桑 久雄〈40 → 41〉
演 - 戸田昌宏
主任クラスの教師。経理担当。
高野
演 - じょじ伊東
剣道部の元顧問。
三澤 亜紀子
演 - 市川実和子
元2年3組担任だった、耕平の前任者。性格は非常に子供っぽく無責任。生徒思いではあったが、指導能力に乏しい。
明日香のいじめ被害を報告するが、雨木に無視されたと感じ、教師を辞めた。
第二部では、原告側証人となるが、反対尋問で勤務態度に問題のあったことが露呈してしまい、証言の信憑性を失う。
美術教師
演 - 諏訪友紀
保健教諭
演 - 横山真弓
鶴田
演 - 佐藤正和
理科教師
校長
演 - 鶴谷嵐
喜里丘中学校の校長。ほとんど登場しない。

#### 生徒2年3組 → 3年3組
藍沢 明日香〈13〉
演 - 志田未来（小学生時：小野花梨）
積木珠子の義理の娘。家庭的に恵まれず、児童養護施設「ひなぎくの家」で育つ。朋美とは幼少時からの親友。
半年以上にわたり、クラスメイトから執拗にいじめを受けていた。校舎4階から転落して死亡、「転落事故」として処理される。死後、事件をうけたマスコミの中傷報道により、「悪質な非行少女」にされてしまう。
仁科 朋美〈14 → 15〉
演 - 谷村美月（小学生時：佐藤未来）
明日香の唯一の親友。
ピアニストを夢見ていたが、指の怪我のため断念した。明日香同様いじめの被害者であると珠子に告白する。証人として利用しようとした珠子が接近するも、一旦は承諾した証言をなぜか拒否する。
第二部では、特にいじめの対象となった描写はない。「加寿子へ謝罪の手紙を書く」という耕平の提案に賛同した数少ない生徒の一人。突如、最後の証人として出廷する。
山田 加寿子〈14 → 15〉
演 - 鈴木かすみ
ゴスロリ趣味をもつ眼鏡の少女。
「ポー」という名でサイトを運営している。耕平に好意を抱き年相応の悪戯をする反面、しばしば驚くほど達観した言葉を漏らす。
第二部では、明日香の死後の新たないじめの標的にされ、「カス子」と呼ばれている。変装して裁判を傍聴するが、目の当たりにした耕平の言動に幻滅する。飛び降り自殺しようとするが、自作の詩を渡していた珠子の説得を受け思いとどまり、クラスの実態を語る。珠子の提案で不登校を実行、級友達の謝罪の手紙を渡す耕平にいつもの悪戯をして転校していく。
兼良 陸〈14 → 15〉
演 - 冨浦智嗣
剣道部所属。
尊敬する父・兼良保の女子高生への買春行為に心を痛めている。2年3組（3年3組）のいじめの扇動者。両親に対するストレスの捌け口としていじめを行っている。
第二部では、いじめの容疑者として事情聴取を受ける一方で、加寿子をいじめ続けている。両親の意向で出廷し偽証を行うが、鬱憤が爆発し衝動的に父の買春行為を告発する。そして自業自得とは言え自分が次のいじめの標的となってしまい、自暴自棄となるが珠子に叱咤され、償いの第一歩としてクラスメイトの前で今までの自分の行いを告白、懺悔する。
朋美とともに偶然、父・保の買春行為を目撃する。父への怒りと擁護という相反する感情が、恋愛関係にある朋美への攻撃感情へと転化されていた。
山藤 拓巳〈14 → 15〉
演 - 登野城佑真
2年3組（3年3組）の生徒。
授業を平然と無視したり、面白半分に早紀の過去を暴露するなど、親と同じく自己中心的な言動が目立つ。
上述の陸のような現実からの逃避目的ではなく、単なる快楽目的で問題行為を行っている。
山西 麻衣〈14 → 15〉
演 - 伊藤沙莉
2年3組（3年3組）の生徒。女子でトップの成績を誇る優等生であり、物事を俯瞰する賢さを持っている。
陸に便乗していじめをしつつ、「自身が主導している訳ではない」という理由から、いじめ行為への当事者意識が希薄であり、罪悪感は抱いていない。明日香や加寿子ら被害者側のみならず、陰では陸らいじめ主導者側をも見下し馬鹿にしていた。
ある理由から自傷癖がある。
須藤 彩佳〈14 → 15〉
演 - 柳田衣里佳
2年3組（3年3組）の生徒。
麻衣の友人で、同じく率先していじめに加担する。幼少時の体験によるシュークリームへのトラウマがある。
本多 雅樹〈14 → 15〉
演 - 池田晃信
白井 岳志〈14 → 15〉
演 - 城野真之介
徳田 嘉則〈14 → 15〉
演 - 吉田ニコル
2年3組（3年3組）の生徒たち。
積極的にいじめに加担する、陸のとりまき。陸が弱みを見せた途端、すぐさまいじめの標的を陸に切り替える。
- 井川勝 - 池田仁
- 榎本宏太 - 五十嵐颯斗
- 岡崎克幸 - 山田貫太
- 久保田陽介 - 前田賢
- 小林祐樹 - 池田純
- 佐竹慎也 - 川崎康太郎
- 立花洋平 - 原田光
- 坪井雅治 - 本庄正季
- 中野淳一 - 押川大輔
- 沼田正太郎 - 金子大暉
- 東川毅 - 飯島耕大
- 松本健太 - 鵜飼慎吾
- 渡瀬海斗 - 岡本康太郎

- 稲葉沙織 - 鈴木瑠華
- 上野優菜 - 大驛阿須実
- 木村春美 - 青木琴子
- 佐藤瑞希 - 服部瞳
- 清水はるか - 安田望
- 相馬琴音 - 長澤まゆ
- 高橋葵 - 長坂美久江
- 寺田真央 - 赤見香奈
- 豊浦美咲 - 大屋真子
- 野部千春 - 山本ひかる
- 浜野七海 - 井上栞
- 森田雅代 - 山口李菜
- 吉井由里 - 坂本涼香

### その他
洋食屋「ぶらじる」コック
演 - 土田アシモ
洋食屋「ぶらじる」おばちゃん
演 - よしのよしこ
西原 良枝
演 - 高田聖子
児童養護施設「ひなぎくの家」に勤める女性。
日野 圭輔
演 - 小市慢太郎
心療内科医。大学教授。
雨木 音也〈20 → 21〉
演 - 五十嵐隼士 (D-BOYS)
雨木真澄のひとり息子。母が自分を認めていないと感じ、憎悪している。
母親の真澄が翔嘉学園中学校で教鞭をとっていた2001年に同校に在籍していた音也は、いじめを行っていたクラスメイトの脚部をナイフで刺し、およそ成人まで刑務所に服役していた。刺傷事件を起こす前に「悪いイジメっ子は僕が処刑する」と漏らしていたという。
もとは繊細で優しい性格であったが、いじめの存在する学校生活や母親との確執の中で、いじめ加害者に制裁を加えていじめをなくせばいいという、暴力を信奉する歪んだ人格を形成していった。成人後も、別の高校のいじめ加害者への傷害事件により、1年間刑務所に服役していた。
第二部では、出所し保護観察を受けているようだが、血のついた服を隠したりなどと、しばしば怪しげな行動をとる。喜里丘中学校でいじめがあったことを見抜いてからは、喜里丘中学校周辺をうろつき監視している。また母の書類を盗み見ることで喜里丘中学校の内情を把握している。
上記の役柄は五十嵐が演じた『ウルトラマンメビウス』のビビノ・ミライとは正反対のキャラクターで、またメビウス終了からまだ2か月しか経過していないことから話題になった。
山藤 美佐
演 - 栗田よう子
山藤拓巳の母。
拓巳の授業態度を注意した耕平に対し一方的な苦情を申し立てるなどの過保護ぶり、意図的な給食費滞納などの利己主義が目立つ、いわゆるモンスターペアレント。
藍沢 謙太郎
演 - 河原雅彦
藍沢明日香の実父、積木珠子の元夫。訴訟の原告となる。
ひそかに若年性認知症を患っており、持病への恐怖から失踪、珠子が明日香へ冷淡な態度をとる原因となるトラウマをつくる。ほとんどの記憶を失いつつも、娘のために原告になろうとする。
藍沢 惣次郎
演 - 山本學
藍沢謙太郎の父。
事件報道の影響もあり珠子を忌避するも、息子・謙太郎の気持ちを汲み、息子に代わり法定代理人となる。
長部 祐一
演 - 斎藤嘉樹
3年の新聞部部員。
元担任の希美に、名を「長谷部」と誤解されていた。
実緒
演 - 高瀬リエ
女子高生。保の援助交際相手。
瀬里 行彦
演 - 勝部演之
瀬里直之の父。加療入院中のクライサー法律事務所代表。妻を医療事故により喪った過去を持つ。
医療過誤として告訴するか否かの選択を迫られ、和解を選んだ。このことは直之の精神的なバックボーンとなっている。
裁判官
演 - 矢島健一
珠子が喜里丘中学校相手に起こした裁判の裁判長。
村雲 初枝
演 - 森康子
西多摩市教育委員会の委員。判定委員会で指導力不足教員の調査・認定を担当。
羽田
演 - 鶴田忍
教育委員会教育長。
熊沢 桜
演 - 波瑠
熊沢茂市の娘。女子高生。
自身にセクハラをした担当教師に対し、殴打事件を起こす。ところが父・茂市が事情を無視し一方的に謝罪してしまったため父に不信と失望を抱き、親子関係は断絶してしまう。長期家出中。
兼良 保
演 - 岡崎宏
兼良陸の父。警視庁刑事部長。
一人息子の陸に、「清く正しく正直に生きよ」と教育していた。しかし、陰では女子高生と買春行為を行っており、後に我慢の限界を迎えた陸によってその事実を暴露され、取調べを受ける結末となった。
兼良 由香里
演 - 渡辺典子
兼良陸の母。陸に対し過干渉気味。夫の不貞行為を知りながら黙殺している。
陸がいじめ加害者であることを否定し、そのように法廷で証言させるが、結果として陸の暴走を招いてしまう。

## スタッフ
- 脚本 - 坂元裕二
- 演出 - 河毛俊作、葉山浩樹、西坂瑞城
- プロデュース - 鈴木吉弘、菊地裕幸
- プロデュース補 - 大澤恵、戸倉多佳子、渡辺恒也、指原莉乃
- 音楽 - 岩代太郎（オリジナルサウンドトラック・ワーナーミュージック・ジャパン）
- 演奏 - 東京都交響楽団
- 技術プロデュース - 小椋真人
- 撮影 - 加藤文也、藤枝直人、前田正道、佐々木肇、河野敬磨、横山大輔、大野勝之、輿水卓、阿部由美子、高瀬和彦、斉藤優司、真野昇太
- 照明 - 佐々木宏文、渡辺啓史、松浦喬史、奥山大介、根反潤、児玉黎峰、菊地良太
- 音声 - 廣岡豊、戸田裕生、市村雅彦、谷部剛、中村健太郎、池谷鉄兵、松尾浩司、佐藤英治、山根剛
- 映像 - 小川栄治、高垣俊宏、木村郁美、小笠原亘、駒田健吾、藤森祥平
- SW - 長田崇
- 編集 - 小泉義明、藤本万梨乃、渡邊渚、鈴木唯、小山内鈴奈、林佑香、谷尻萌、
- ライン編集 - 勝又秀行、堀島里奈
- ME - 小西善行
- SE - 荒川望、崎山晃子
- MA - 岩下広史、緒方美奈
- 車輌 - ブルーバック（工藤啓一、池田雄二、大久保太郎、佐藤智典、住野三恵子、永嶋征史、福田広幸、古市俊之、森岡裕丈）
- スタジオデスク - 井上治久
- 美術プロデュース - 関口保幸
- 美術進行 - 藤野栄治
- 大道具 - 大地研之、内海靖之
- 操作 - 下之門勝広、佐藤大輔
- 建具 - 船岡英明、石井洋介
- 装飾 - 鎌田徳夫、野本隆行、鷲沢栄一、持田悠
- 持道具 - 工藤雄三
- 衣裳 - 沖田政次、井手珠美
- スタイリスト - 谷口みゆき、篠塚奈美、岡島千景、石川希
- メイク - 金原理恵子、滝波麻子、青木映子、新井初美
- 視覚効果 - 田村憲行
- 電飾 - 鈴木健也
- アクリル装飾 - 早坂健太郎、渕美香
- 植木装飾 - 原利安
- 生花装飾 - 小柳幸絵
- フードコーディネーター - 住川啓子
- CGプロデュース - 冨士川祐輔
- VFX - 神保聡、高橋美香
- 編成 - 吉田豪
- 広報 - 谷川有季
- 広告宣伝 - 加地綾子
- ホームページ担当 - 須之内達也
- スチール - 瀬井美明
- リサーチ - 角野英明
- ファイティングコーディネーター - 佐々木修平
- 監督補 - 山本一男
- 演出補 - 石井祐介、勾坂力祥、西浦茜、品田俊介、松崎亮磨、高橋由美子
- 制作担当 - 曽根晋、渡辺貴生
- 制作主任 - 松井聡子
- 制作進行 - 三宮賢治、大田康一、沖田祐介
- 制作デスク - 井上理恵
- 制作 - フジテレビドラマ制作センター
- 技術協力 - ナックイメージテクノロジー
- 制作著作 - フジテレビ

## 音楽

### 主題歌
- BONNIE PINK「Water Me」（ワーナーミュージック・ジャパン）

### BGM
- 劇中ではセルゲイ・ラフマニノフの交響曲第2番第2楽章、第3楽章、ピアノ協奏曲第2番第2楽章にリピートなど若干のアレンジをくわえられたものが多用されている。それぞれ、深刻な事態や感動的な展開で使用されている。
- 雨木音也の登場シーンでは、攻撃的なメタリカの「サム・カインド・オブ・モンスター」が使用された。

## 放送日程
| 各話                                                       | 放送日  | サブタイトル               | 演出     | 視聴率 |
| ---------------------------------------------------------- | ------- | -------------------------- | -------- | ------ |
| 第1話                                                      | 4月12日 | いじめと裁判と             | 河毛俊作 | 14.2%  |
| 第2話                                                      | 4月19日 | 学校崩壊                   | 河毛俊作 | 11.3%  |
| 第3話                                                      | 4月26日 | 女教師の秘密の顔           | 葉山浩樹 | 10.7%  |
| 第4話                                                      | 5月03日 | 校庭の奇妙な事件           | 葉山浩樹 | 10.4%  |
| 第5話                                                      | 5月10日 | 職員室のイジメ!!           | 河毛俊作 | 09.0%  |
| 第6話                                                      | 5月17日 | 恋をする気持ち             | 西坂瑞城 | 10.1%  |
| 第7話                                                      | 5月24日 | 第一部完結!! 提訴          | 河毛俊作 | 10.2%  |
| 第8話                                                      | 5月31日 | 第二部!! 法廷対決          | 葉山浩樹 | 11.0%  |
| 第9話                                                      | 6月07日 | 大逆転の重要証人           | 西坂瑞城 | 11.9%  |
| 第10話                                                     | 6月14日 | 少年の立つ法廷             | 河毛俊作 | 12.1%  |
| 第11話                                                     | 6月21日 | 激震!!最後の証人           | 葉山浩樹 | 10.7%  |
| 最終話                                                     | 6月28日 | 感動のラスト!!希望の明日へ | 河毛俊作 | 12.4%  |
| 平均視聴率 11.2%（視聴率は関東地区・ビデオリサーチ社調べ） |         |                            |          |        |

- 初回は22時 - 23時9分の15分拡大。

## 関連商品

### CD・DVD
- わたしたちの教科書 DVD-BOX 〜ディレクターズカット完全版〜（2007年10月17日発売）
- わたしたちの教科書 オリジナルサウンドトラック（2007年5月28日発売）

### 小説版
内容はドラマ版と異なるところがある。
- 上巻（著：坂元裕二・百瀬しのぶ、刊：扶桑社、発行2007年5月23日）ISBN 978-4594053819
- 下巻（著：坂元裕二・百瀬しのぶ、刊：扶桑社、発行2007年6月27日）ISBN 978-4594053826